# 트로카데로섬
트로카데로섬(스페인어: Isla del Trocadero)은 스페인 안달루시아주 카디스도 카디스시 연안에 위치한 작은 섬이다. 지방자치단체상으로는 푸에르토레알에 속해 있으며, 1989년 스페인 자연보전지역으로 지정되어 보호받고 있다.

## 지리
푸에르토레알 남서쪽 카디스만 남부에 위치해 있으며, 섬 면적은 5.25km²에 달한다. 트로카데로 해협을 통해 본토와 분리되어 있다. 북쪽으로는 푸에르토레알에서 카디스까지 이어지는 스페인 CA-35 고속도로로 둘러싸여 있으며, 인근에 엘 트로카데로 (El Trocadero) 산업 단지와 '엘 트로카데로' 국도 진입로가 있다.
조수간만의 영역이 섬을 뒤덮고 있으며, 토질은 모래 성질의 플루비오마린 퇴적물로 이루어져 있다. 섬 내부에는 소금기가 있는 천연 습지도 형성되어 있다. 섬 내부의 식생은 퉁퉁마디나 갯질경 등이 주를 이룬다.
섬 자체의 특색보다는 철새들이 트로카데로 해협 사이로 지나가는 거점지으로 유명하다. 가마우지, 갈매기, 회색왜가리, 플라밍고, 쇠물닭 등이 관찰되며 철새 구경의 명소로 이름높다. 또한 카디스의 특산요리로 유명한 생선이나 갑각류가 잡히기도 한다.

## 보호 및 접근
푸에르토레알과 마타고르다에서 건너갈 수 있으나 스페인 자연보전지역으로 지정되어 있어 자유로운 관람에는 제약이 있다. 바이아 데 카디스 자연공원 영역 (약 100km²)에 속해 있으며, 수많은 철새들이 머무르는 습지대로서 보호받고 있다. 

## 역사
예로부터 상인들이 왕래하던 곳으로 선박 수리에도 사용되었다. 섬 남쪽에 있는 산 루이스 요새는 카디스만을 방어하는 전선을 이루었다.
산 루이스 요새는 1823년 8월 31일 트로카데로 전투로 신성 동맹의 프랑스 원정군이 점령하면서 지금은 폐허로 남아 있다. 당시 프랑스는 승전을 기념하여 수도 파리의 16구의 한 지역을 '트로카데로'라 이름붙이고, 트로카데로 광장과 트로카데로 정원을 세웠다. 현재는 에펠탑 일대 센강 너머 지역에 해당된다. 

## 같이 보기
- 트로카데로역
- 안달루시아주의 자연보전지역